# Alfonso González
Alfonso Rafael González (ur. 3 października 1945) – panamski zapaśnik w stylu wolnym. Olimpijczyk z Tokio 1964, gdzie odpadł w eliminacjach w kategorii 87 kg. Wicemistrz igrzysk Ameryki Środkowej i Karaibów w 1970. Brązowy medalista igrzysk boliwaryjskich w 1973 roku.